# پیتزو پیانکا
پیتزو پیانکا (به لاتین: Pizzo Pianca) یک کوه در سوئیس است که در کانتون تیچینو واقع شده‌است. پیتزو پیانکا ۲٬۳۷۷ متر بالاتر از سطح دریا واقع شده‌است.